# Szepes Lia
Szepes Lia (Budapest, 1918. április 18. – Melbourne, Ausztrália, 1991. június 13.) magyar színésznő.

## Élete
Gyermekszínészként kezdte pályáját 1937-ben a Belvárosi Színházban, ahol elsőként André Birabeau Eltévedt báránykák című darabjában szerepelt. Fellépett a Művész Színházban, majd 1938-ban a Royal Revüszínházban szerepelt. 1939–40-ben a Vígszínház tagja volt. 1940-44 között a második zsidótörvény miatt nem léphetett színpadra. 1945-ben ismét csatlakozott a Vígszínházhoz és 1948-ig a társulat tagja maradt. 1945-ben a Medgyaszay Színházban is fellépett. Ausztráliába települt át. Fiatal leányszerepeket alakított.

## Családja
Szepes (Friedmann) Jenő rajzoló és Vajda Mária lánya. Apai nagyszülei Szepes (Friedmann) Miksa (1846–1928) és Gelber Janka (1863–1905), anyai nagyszülei Vajda (Weisz) Tivadar (1860–1919) magántisztviselő és Neumann Anna Hedvig (1867–1900) voltak.
1938. november 29-én Budapesten házasságot kötött Pálóczy László színésszel. Elváltak.
Második férje Grüssner István (1915–1991) volt.

## Főbb szerepei

### Filmszerepei
- Mámi (1937) – Horváth Ilonka
- Mai lányok (1937) – Hanzély Zsuzsi
- Marika (1937) – Marika

## Származása
| Szepes Lia (Budapest, 1918. ápr. 18.– Melbourne, 1991. jún. 13.) színésznő | Apja: Szepes Jenő (szül. Friedmann) (Budapest, 1887. okt. 12.– Budapest, 1963.) rajzoló | Apai nagyapja: Szepes Miksa (szül. Friedmann) (Betlenfalva, 1846.– Budapest, 1928.) kereskedő | Apai nagyapai dédapja: Friedmann Lázár († 1879 előtt) |
| Szepes Lia (Budapest, 1918. ápr. 18.– Melbourne, 1991. jún. 13.) színésznő | Apja: Szepes Jenő (szül. Friedmann) (Budapest, 1887. okt. 12.– Budapest, 1963.) rajzoló | Apai nagyapja: Szepes Miksa (szül. Friedmann) (Betlenfalva, 1846.– Budapest, 1928.) kereskedő | Apai nagyapai dédanyja: Klein Amália († 1879 előtt)   |
| Szepes Lia (Budapest, 1918. ápr. 18.– Melbourne, 1991. jún. 13.) színésznő | Apja: Szepes Jenő (szül. Friedmann) (Budapest, 1887. okt. 12.– Budapest, 1963.) rajzoló | Apai nagyanyja: Gelber Janka (Pest, 1850 körül– >Budapest, 1905. jan. 16.)                    | Apai nagyanyai dédapja: Gelber Heimann                |
| Szepes Lia (Budapest, 1918. ápr. 18.– Melbourne, 1991. jún. 13.) színésznő | Apja: Szepes Jenő (szül. Friedmann) (Budapest, 1887. okt. 12.– Budapest, 1963.) rajzoló | Apai nagyanyja: Gelber Janka (Pest, 1850 körül– >Budapest, 1905. jan. 16.)                    | Apai nagyanyai dédanyja: Weisz Anna                   |
| Szepes Lia (Budapest, 1918. ápr. 18.– Melbourne, 1991. jún. 13.) színésznő | Anyja: Vajda Mária (Budapest, 1895. nov. 21.–†)                                         | Anyai nagyapja: Vajda Tivadar (szül. Weiss) (Pest, 1860. jan. 21.– Budapest, 1919. márc. 7.)  | Anyai nagyapai dédapja: Weiss Ignác (1827–1897)       |
| Szepes Lia (Budapest, 1918. ápr. 18.– Melbourne, 1991. jún. 13.) színésznő | Anyja: Vajda Mária (Budapest, 1895. nov. 21.–†)                                         | Anyai nagyapja: Vajda Tivadar (szül. Weiss) (Pest, 1860. jan. 21.– Budapest, 1919. márc. 7.)  | Anyai nagyapai dédanyja: Schönberger Júlia            |
| Szepes Lia (Budapest, 1918. ápr. 18.– Melbourne, 1991. jún. 13.) színésznő | Anyja: Vajda Mária (Budapest, 1895. nov. 21.–†)                                         | Anyai nagyanyja: Neumann Anna Hedvig (Pest, 1864. nov. 30.– Budapest, 1900. ápr. 24.)         | Anyai nagyanyai dédapja: Neumann Dávid                |
| Szepes Lia (Budapest, 1918. ápr. 18.– Melbourne, 1991. jún. 13.) színésznő | Anyja: Vajda Mária (Budapest, 1895. nov. 21.–†)                                         | Anyai nagyanyja: Neumann Anna Hedvig (Pest, 1864. nov. 30.– Budapest, 1900. ápr. 24.)         | Anyai nagyanyai dédanyja: Sternberg Katalin           |